# Specie di Ocimum
Elenco delle Specie di Ocimum 

## A
- Ocimum × africanum Lour.
- Ocimum albostellatum (Verdc.) A.J.Paton
- Ocimum americanum L.
- Ocimum amicorum A.J.Paton
- Ocimum angustifolium Benth.

## B
- Ocimum basilicum L.
- Ocimum burchellianum Benth.

## C
- Ocimum campechianum Mill.
- Ocimum canescens A.J.Paton
- Ocimum carnosum (Spreng.) Link & Otto ex Benth.
- Ocimum centraliafricanum R.E.Fr.
- Ocimum circinatum A.J.Paton
- Ocimum coddii (S.D.Williams & K.Balkwill) A.J.Paton
- Ocimum cufodontii (Lanza) A.J.Paton

## D
- Ocimum dambicola A.J.Paton
- Ocimum decumbens Gürke
- Ocimum dhofarense (Sebald) A.J.Paton
- Ocimum dolomiticola A.J.Paton

## E
- Ocimum ellenbeckii Gürke
- Ocimum ericoides (P.A.Duvign. & Plancke) A.J.Paton

## F
- Ocimum filamentosum Forssk.
- Ocimum fimbriatum Briq.
- Ocimum fischeri Gürke
- Ocimum formosum Gürke
- Ocimum forsskaolii Benth.
- Ocimum fruticosum (Ryding) A.J.Paton

## G
- Ocimum grandiflorum Lam.
- Ocimum gratissimum L.

## H
- Ocimum hirsutissimum (P.A.Duvign.) A.J.Paton

## I
- Ocimum irvinei J.K.Morton

## J
- Ocimum jamesii Sebald

## K
- Ocimum kenyense Ayob. ex A.J.Paton
- Ocimum kilimandscharicum Gürke

## L
- Ocimum labiatum (N.E.Br.) A.J.Paton
- Ocimum lamiifolium Hochst. ex Benth. in A.P.de Candolle

## M
- Ocimum masaiense Ayob. ex A.J.Paton
- Ocimum mearnsii (Ayob. ex Sebald) A.J.Paton
- Ocimum metallorum (P.A.Duvign.) A.J.Paton
- Ocimum minimum L.
- Ocimum minutiflorum (Sebald) A.J.Paton
- Ocimum mitwabense (Ayob.) A.J.Paton
- Ocimum monocotyloides (Plancke ex Ayob.) A.J.Paton
- Ocimum motjaneanum McCallum & K.Balkwill

## N
- Ocimum natalense Ayob. ex A.J.Paton
- Ocimum nudicaule Benth.
- Ocimum nummularia (S.Moore) A.J.Paton

## O
- Ocimum obovatum E.Mey. ex Benth.
- Ocimum ovatum Benth.

## P
- Ocimum pseudoserratum (M.R.Ashby) A.J.Paton
- Ocimum pyramidatum (A.J.Paton)

## R
- Ocimum reclinatum (S.D.Williams & M.Balkwill) A.J.Paton

## S
- Ocimum serpyllifolium Forssk.
- Ocimum serratum (Schltr.) A.J.Paton
- Ocimum somaliense Briq.
- Ocimum spectabile (Gürke) A.J.Paton
- Ocimum spicatum Deflers

## T
- Ocimum tenuiflorum L.
- Ocimum transamazonicum C.Pereira
- Ocimum tubiforme (R.D.Good) A.J.Paton

## U
- Ocimum urundense Robyns & Lebrun

## V
- Ocimum vandenbrandei (P.A.Duvign. & Plancke ex Ayob.) A.J.Paton
- Ocimum vanderystii (De Wild.) A.W.Hill
- Ocimum verticillifolium Baker
- Ocimum vihpyense A.J.Paton

## W
- Ocimum waterbergense (S.D.Williams & K.Balkwill) A.J.Paton

## Chiavi analitiche
- Gruppo 1: Corolla a tubo solitamente per metà gibbosa, con estremità dilatata, il petalo posteriore è normalmente 4-lobato con lobi o con i lobi mediani maggiori ai lobi laterali. Gli stami posteriori sono normalmente piegati e appendiculate, molto raramente dritto e inappendiculate, pubescenti alla base.

Ocimum basilicum
- Gruppo 1A: Brattee persistenti. La bocca del calice si apre in un frutto; tutto l'apertura del calice ha un anello peloso; lobi laterali lanceolati e simmetrici. Polline si presenta con un reticolo primario angoloso.

Ocimum basilicum
- Gruppo 1B: Brattee persistenti. La bocca del calice è chiusa in un frutto dai lobi mediani del petalo inferiore che premono verso il petalo superiore; lobi laterali sono asimmetrici; la bocca del calice è glabra. Il polline ha il reticolo primario arrotondato.

Ocimum gratissimum
- Sezione I: Lobo posteriore del calice non è membranoso, può essere esteso. Lobi mediani del petalo anteriore del calice dentellati. Seme sferico. Polline con un contorno polare ellissoide con lacune isodiametriche formate da reticoli primari.

Ocimum gratissimum
- Sezione II: Lobo posteriore del calice membranoso, espanso. Lobo mediano del petalo anteriore del calice lanceolate. Seme obovato. Polline con un contorno polare circolare con lacinee allungate formate dal reticolo primario.

Ocimum spectabilis
- Gruppo 1C: Brattee caduche, la cicatrice si sviluppa in un nettario ausiliario. La bocca del calice è aperto o compresso in frutto i lobi laterali sono asimmetricamente lanceolati o tronchi. Polline con reticolo ad angolo del reticolo primario.

Ocimum filamentosum
- Sezione I: Antere allungate con teche parallele. Polline con contorno circolare polare e con reticolo ad angolo del reticolo primario.

Ocimum grandiflorum
- Subsezione a: Cime monofiorite. Lobi laterali del calice lanceolati asimmetrici con un seno tra i lobi laterali e quelli mediani; lobo mediano del petalo anteriore lanceolato. Petalo posterioro della corolla normalmente 4-lobato. Stami appendiculate. Nel polline manca un confine formato con il reticolo primario.

Ocimum irvinei
- Subsezione b: Cime 3-fiorite. Lobi laterali del calice lanceolati con seno asimmetrico tra i lobi laterali e il mediano; lobi mediano del petalo anteriore subulati. Il petalo posteriore della corolla ha i lobi mediani più grandi dei lobi laterali. Stami appendiculati o raramente inappendiculati. Polline, con un confine formato con il reticolo primario.

Ocimum serpyllifolium
- subsezione c: Cime 3-fiorite. Lobi laterali del calice lanceolati senza con seno asimmetrico tra i lobi laterali e il mediano; lobi mediano del petalo anteriore subulati. Il petalo posteriore della corolla ha i lobi mediani più grandi dei lobi laterali. Stami appendiculati o raramente inappendiculati. Polline, con un confine formato con il reticolo primario.

Ocimum filamentosum
- Sezione II: Antere reniformi con teche divergenti. Polline con contorno polare ellissoidale  reticolo primario arrotandato.

Ocimum nudicaule
- Gruppo 2: Corolla a tubo con gibbosità non nel punto mediano, distalmente a lati paralleli, non dilatato verso la bocca, con i lobi mediani del petalo posteriore più grandi dei lobi laterali. Stami posteriori diritti o piegati alla base, inappendiculate, basalmente pubescenti.

Ocimum labiatus
- Gruppo 3: Corolla con tubo non gibboso alla base, dilatato verso la bocca; petalo posteriore regolarmente 4-lobato. Stami posteriore dritti, inappendiculati, glabri o pubescenti basalmente.

Ocimum campechianum
- Gruppo 3A: Stami posteriori  glabri. Antere con teche disuguali.

Ocimum campechianum
- Gruppo 3B: Stami posteri basalmente pubescenti. Antere con teche uguali.

Ocimum tenuiflorum